# Управління населення та міграції (Ізраїль)
Управління народонаселення та міграції (іврит: רשות האוכלוסין וההגירה) є державним органом, відповідальним за реалізацію державної політики та виконання делегованих йому повноважень міністра внутрішніх справ у сфері поводження з населенням та іноземними підданими. Діяльність Управління ґрунтується на кількох законах, у тому числі Законі про в'їзд до Ізраїлю, Законі про громадянство, Законі про повернення, Законі про регістр населення, Законі про іноземних працівників та Законі про запобігання проникненню.
Управління є довіреним підрозділом Міністерства внутрішніх справ і голова Управління підпорядковується безпосередньо міністру внутрішніх справ. Управління централізує повноваження, які були передані Управляющему народонаселення в Міністерстві внутрішніх справ, Поліції Ізраїлю, Міністерстві промисловості, торгівлі та зайнятості та Міністерстві праці та соціального забезпечення. Управління було створено у 2008 році відповідно до постанови уряду № 3434, в якій було визначено, що вона замінить менеджера з питань народонаселення в Міністерстві внутрішніх справ. З серпня 2021 року генеральним директором відомства є Еял Сісо.

## Історія
30 липня 2002 року 30-й прем'єр-міністр Ізраїлю Аріель Шарон вирішив створити в ізраїльській поліції відділ імміграції, який стане основою створення імміграційного органу з метою скорочення кількості нелегальних жителів. , а також створення підрозділу підтримки для роботи з іноземними робітниками у Міністерстві праці та соціального забезпечення. Його створення було доручено рабину Гондара (у відставці) Яакову Ганоту, колишньому командиру Прикордонної служби (2001-2002 рр.) та комісару в'язниць (2003-2007 рр.).
4 квітня 2004 року уряд ухвалив рішення про створення «Управління з питань народонаселення та в'їзду до Ізраїлю» у Міністерстві внутрішніх справ та встановив, що повноваження ізраїльської поліції у питаннях прикордонного контролю та органу влади щодо іноземних працівників у Міністерстві закордонних справ будуть переведені під відповідальність директора Департаменту населення. Спочатку передбачалося, що переклад буде зроблено до 1 листопада 2004 р. Однак ця дата була перенесена на січень 2006 и позднее до 1 января 2009 г. і пізніше до 1 січня 2009
13 квітня 2008 року тридцять перший уряд Ізраїлю на чолі з Ехудом Ольмертом вирішив створити «Управління з народонаселення, імміграції та прикордонних переходів», яке замінить керуючого населенням і відповідатиме за сектор народонаселення та поводження з іноземними громадянами. Серед іншого було вирішено розформувати імміграційну поліцію та передати новому органу повноваження щодо боротьби з нелегальними жителями. Завдання створення було доручено керівнику Управління населення Міністерства внутрішніх справ Ганоту, який був призначений на свою посаду в липні 2007 року міністром внутрішніх справ Роні Бар-Оном. 15 липня 2008 р. Управління змінило менеджера з населення.
До створення Управління населення та імміграції директор Управління народонаселення підпорядковувався безпосередньо генеральному директору Міністерства внутрішніх справ і був поділений на Відділ реєстрації та статусу, до якого входили Відділ реєстрації та паспортів, Візовий відділ. та статусу (відділ віз та іноземців), а також відділ громадянства та відділ палат, що складався з розкиданих по всій країні офісів управління населенням, філій та пунктів реєстрації. Крім того, до складу управління входив відділ прикордонного контролю. та відділ прикордонних переходів, що діяв у співпраці з відділом прикордонного контролю ізраїльської поліції та підрозділом контролю за іноземцями. Співробітники Управління населення черпають свої повноваження з різних законів, а також з правил сертифікації, встановлених міністром внутрішніх справ (додаткове законодавство), в яких він уповноважує посадових осіб здійснювати свої повноваження.
З липня 2013 року Управління почало видавати біометричні посвідчення особи та паспорта.

## Структура
- Директорат з народонаселення (іврит: מנהל האוכלוסין) - відповідає за всі питання в галузі реєстрації населення та паспортів, громадянства та статусу, видачі та продовження віз і т. д. Директорат включає 54 бюро, розкиданих по всій країні. Колишній директор заклав основу для створення Управління з населення. Менеджер по населенню включає наступні відділи:
  - Відділ реєстрації та біометрії (іврит: אגף מרשם וביומטרי) - (також званий Відділом реєстрації та статусу (іврит: אגף מרשם וביומטרי) і раніше Відділом імміграції та реєстрації (іврит: מחלקת רישום) є професійним органом за законами про реєстрацію населення, Законом про імена та Закону про паспорти. Відділ відповідає за надання професійних інструкцій з питань посвідчень особи, проїзних документів, реєстрацію та виправлення даних у реєстрі населення, вирішення питань сурогатного материнства за кордоном та реєстрацію судової постанови про встановлення батьківства.[5]
  - Відділ віз та статусу (іврит: אגף אשרות ומעמד) - Департамент є професійним органом у галузі віз та статусу нових іммігрантів та іноземців відповідно до положень Закону про повернення та Закону про в'їзд до Ізраїлю. Відділ віз та статусу є професійним органом з апеляцій та незвичайних та складних справ, які направляються Офісами менеджера з населення. Крім того, відділ є професійним органом щодо ступінчастої процедури для громадян Ізраїлю, які бажають жити в Ізраїлі зі своїми подружжям-негромадянами.)
  - Відділ тимчасового населення (іврит: אגף אוכלוסיות זמניות) - відповідає за опрацювання заяв на в'їзні візи (візи) та їх продовження для туристів, найманих працівників, волонтерів, студентів, священнослужителів, експертів і т.п. питанням в'їзду іноземців на Західний берег.[5]
  - Відділ громадянства (іврит: אגף אזרחות) - Відділ концентрується на питаннях надання ізраїльського громадянства в силу натуралізації, надання та відновлення громадянства, а також уточнення статусу громадянства та визначення статусу, відмови від ізраїльського громадянства та його анулювання та надання документації з питань громадянства, включаючи Землі Ізраїлю. Крім того, відділ є професійним органом та відповідає за написання процедур у галузі громадянства та надання відповідей Бюро Управління народонаселення, а також за роз'яснення та прийняття рішень у зв'язку із запитами, поданими до ізраїльських консульств у всьому світі щодо громадянства та статусу.[5]
  - Відділ операцій бюро (іврит: אגף תפעול לשכות) - Відділ відповідає за Бюро з управління народонаселенням (іврит: לשכות מנהל אוכלוסין) (раніше називається ת רישום והגירה), підбюро та реєстраційні станції, які розкидані по всій країні у 6 регіонах: Єрусалим, Хайфа, Тель-Авів, Центральний, Північний та Південний та які надають щоденні відповіді на питання реєстрації та статусу.[5]
- Директорат іноземних робітників (іврит: מנהל עובדים זרים) - відповідає за регулювання працевлаштування іноземних робітників відповідно до політики уряду у таких секторах: сестринська справа, сільське господарство, будівництво та іноземні фахівці та у національних проектах; а також регулювання працевлаштування йорданських робітників у районі Ейлата та палестинських робітників у галузях, дозволених урядом тощо. працевлаштування палестинських та йорданських робітників відповідно до політики та квот на працевлаштування, встановлених урядом. Крім того, відділ займається видачею ліцензій корпораціям з найму робочої сили та приватним бюро відповідно до закону. Менеджер також відповідає за здійснення адміністративного примусу у випадках порушення законів, що регулюють працевлаштування палестинських та йорданських іноземних робітників.
- Директорат з правозастосування та іноземцям (іврит: מנהל אכיפה וזרים) - відповідає за забезпечення дотримання законів щодо перебування іноземців та працевлаштування іноземців. Директорат був створений у липні 2010 року з метою об'єднання всіх органів, які беруть участь у забезпеченні дотримання.[6] Директорат працює над скороченням кількості нелегальних резидентів в Ізраїлі і водночас займається захистом прав іноземних робітників та умов їх працевлаштування. Крім того, директорат відповідає за роботу з нелегалами та прохачами притулку.
- Директорат прикордонного контролю (івр. מנהל ביקורת גבולות) - відповідає за роботу прикордонних переходів та здійснення прикордонного контролю на 22 міжнародних прикордонних переходах Ізраїлю: шести повітряних, восьми морських та дев'яти сухопутних. Прикордонний контроль здійснюється через передову лінію, прикордонних контролерів, які проводять первісне опитування іноземних громадян та вирішують, чи видавати дозвіл на в'їзд у країну, і задню лінію, де працюють старші контролери та начальники змін, в обов'язки яких входить проведення індивідуального опитування, якщо контролер на Передній лінії не зміг визначити характер заявника на в'їзд.[7]

## Обов'язки
Управління з питань народонаселення та імміграції координує різні аспекти роботи з іноземними резидентами в Ізраїлі, які не є громадянами Ізраїлю, включаючи заявників на алію та громадянство, постійних резидентів, тимчасових резидентів, священнослужителів з іноземним громадянством, студентів, волонтерів, туристів та тих, кому у в'їзді до Ізраїлю, палестинських робітників, нелегальних резидентів, іноземних робітників та біженців. В управлінні є низка співробітників, які відповідають за забезпечення дотримання імміграційних законів роботодавцями (посада, що раніше займалася Міністерством промисловості, торгівлі та зайнятості), інспекторів, чия робота полягає в арешті нелегальних резидентів (раніше це був обов'язок поліції), та співробітників менеджера з питань народонаселення, які мають повноваження надавати розпорядження про висилку з країни. Крім того, в Управлінні діє допитний підрозділ, роль якого полягає в управлінні опрацюванням заяв прохачів притулку в Ізраїлі, включаючи співбесіду з прохачами притулку, повноваження щодо видачі видів на проживання та рекомендації про те, кого слід визнати біженцем. Вирішення цих питань вимагає прояву дискреційних повноважень, що змушує Управління розглядати безліч петицій, що оскаржують дискреційні повноваження, що здійснюються.
Співробітники Управління з обліку населення черпають свої повноваження з різних законів, а також правил сертифікації, встановлених міністром внутрішніх справ (допоміжне законодавство), в яких він уповноважує посадових осіб здійснювати свої повноваження.